# 望月正子
望月 正子（もちづき まさこ）は、日本の児童文学作家。
ノンフィクション作品を得意とする。

## 略歴
静岡市在住、静岡県立掛川西高等学校出身。

## 作品リスト

### ノンフィクション
- 『はしれ、じょうききかんしゃ - 大井川鉄道ものがたり』（岩崎書店、絵本ノンフィクション） 1982年1月　ISBN 4265914187
- 『たんぽぽおばさんの旅』（小学館、小学館のノンフィクション童話 19） 1982年1月　ISBN 4092860196
- 『チョウの舞う学園 - 国チョウ・オオムラサキをそだてる子どもたち』（偕成社） 1984年1月　ISBN 4036340506
- 『世界じゅうに、愛の手を』（講談社） 1984年1月　ISBN 4061888226
- 『アルプスのちいさなSL - ブリエンツ・ロートホルン鉄道ものがたり』（岩崎書店、絵本ノンフィクション 25） 1984年1月　ISBN 426591425X
- 『ほんとうにあった美しい話 2』（講談社） 1984年5月
- 『コアラくんこんにちは - 名古屋にコアラがやってきた』（小学館、小学館のノンフィクション童話 24） 1985年1月　ISBN 4092860242
- 『しょうべん小僧ものがたり』（岩崎書店、愛と勇気のノンフィクション 1） 1985年1月　ISBN 4265013015
- 『ちいさな村に汽車がきた - 東海道線菊川駅ものがたり』（岩崎書店、愛と勇気のノンフィクション 14） 1989年4月　ISBN 4265013147
- 『トンボの国をまもる - 桶ケ谷沼の人びと』（小峰書店、いきいき人間ノンフィクション 1） 1990年8月　ISBN 4338092017
- 『世界をみつめる目になって - よかったね、モハマドくん』（汐文社） 2004年10月　ISBN 4811378989

### フィクション
- 『こんにちはふふうふふ』（村松誠共著、横浜市福祉風土づくり推進委員会、ふくしのえほん） 1983年3月
- 『ドキドキぼうけん1年生!』（国土社、がんばれ1年生） 1985年1月　ISBN 4337009094
- 『ちょっとだけエスパー』（岩崎書店、あたらしいSF童話 15） 1986年3月　ISBN 4265951155
- 『がんばれぼくのクレーンしゃ』（ポプラ社、ポプラ社の新・小さな童話 37） 1990年9月　ISBN 4591030377
- 『海太の夏 - ウミガメ通信』（汐文社） 1998年2月　ISBN 4811371232
- 『ポロポットの駅長さん』（日本児童文学者協会編、国土社、朝に読む小さな童話） 2007年3月

### 再話
- 『すずのへいたい』（小学館、国際版はじめての童話 11） 1986年4月　ISBN 4092460112
- 『あかずきん』（国土社） 1986年11月　ISBN 433701103X
- 『ブレーメンのおんがくたい』（国土社） 1987年2月　ISBN 4337011102
- 『ハーメルンのふえふき』（国土社） 1987年2月　ISBN 4337011072
- 『ぶんぶくちゃがま』（世界文化社） 2005年10月　ISBN 4418058362
- 『おむすびころりん』（世界文化社、ワンダー民話館） 2005年11月　ISBN 441805846X

### 伝記
- 『ベートーベン』（主婦の友社、少年少女世界伝記全集 11）1977年1月
- 『マザー=テレサ - ノーベル平和賞に輝く聖女』（講談社、火の鳥伝記文庫) 1988年5月　ISBN 4061475673